# Fontaine des Augustins (Aix-en-Provence)
Pour les articles homonymes, voir Fontaine des Augustins.
La fontaine des Augustins est une fontaine située à Aix-en-Provence, sur la place des Augustins.

## Histoire
Le monument fait l'objet d'une inscription au titre des monuments historiques depuis 1949.